# Crunomys melanius
Crunomys melanius és una espècie de mamífer rosegador de la família dels múrids. És endèmica de les Filipines, on viu a altituds d'entre 0 i 1.550 msnm. Els seus hàbitats naturals són els boscos de plana i els camps de conreu pertorbats prop de boscos. Està amenaçada per la desforestació. El seu nom específic, melanius, es refereix a l'heroi grec Melaneu.